# Borgo d'Anaunia
Borgo d'Anaunia es una comuna italiana de la provincia autónoma de Trento, región con estatuto especial de Trentino-Alto Adigio.
El actual municipio fue fundado el 1 de enero de 2020 mediante la fusión de las hasta entonces comunas separadas de Fondo (la actual capital municipal), Castelfondo y Malosco.
En 2021, el municipio tenía una población de 2501 habitantes.
Comprende un conjunto de pequeñas localidades rurales ubicadas en el límite con la vecina provincia autónoma de Bolzano, entre 10 y 20 km al oeste de la ciudad de Bolzano.